# Трамбилено
Трамбилено (итал. Trambileno) — коммуна в Италии, расположена в автономной области Трентино-Альто-Адидже, подчиняется административному центру Тренто.
Население составляет 1386 человек (2008 г.), плотность населения составляет 28 чел./км². Коммуна занимает площадь 50,30 км².
Почтовый индекс — 38068. Телефонный код — 0464.
Покровителем коммуны почитается святой Мавр, день его памяти ежегодно отмечается 15 января.

## Демография
Динамика населения:

## Города-побратимы
- Бенту-Гонсалвис, Бразилия (2007)

## Администрация коммуны
- Официальный сайт: https://web.archive.org/web/20100903070134/http://www.comune.trambileno.tn.it/home.php